# Zsigmond Quittner
Dans le nom hongrois Quittner Zsigmond, le nom de famille précède le prénom, mais cet article utilise l’ordre habituel en français Zsigmond Quittner, où le prénom précède le nom.
Zsigmond Quittner, né Sigismund Quittner le 13 février 1859 à Pest et mort le 25 octobre 1918 à Vienne, est un architecte hongrois.

## Biographie
Sigismund Quittner naît le 13 février 1859 à Pest.
De 1874 à 1878, il étudie auprès de Gottfried von Neureuther (de) (1811-1887) à Munich et travaille après 1880 à Budapest. Il devient rapidement suffisamment connu pour être chargé de construire de nombreux immeubles résidentiels dans la ville en développement de Budapest. Il en conçoit quatorze rien que sur le Grand Boulevard. Il conçoit également des bâtiments publics, des villas, des pavillons d'exposition (1885 et 1896 ; destr.) et des pierres tombales.
Zsigmond Quittner meurt le 25 octobre 1918 à Vienne.